# Bladenman
Een bladenman, eventueel bladenvrouw, is een persoon die tijdschriften en andere lectuur distribueert, verspreidt en bezorgt aan abonnees maar ook losse tijdschriften kan verkopen.
Een bladenman kan zelfstandig werken maar ook in dienst zijn van een bedrijf. Tot 2001 had bijvoorbeeld uitgeverij VNU (nu Sanoma Media) onder de naam "De Bladenman" franchisesbezorgers in dienst, in dat jaar besloot het bedrijf echter de franchisecontracten met de bezorgers te beëindigen.
Vroeger werd vaak op vaste tijden overdag bezorgt wanneer de huisvrouwen met het huishoudelijk werk bezig waren. De bladen, meestal weekbladen, waren veelal in een grote mand opgeborgen die voor op een fiets kon worden geplaatst. Bij de bezorging nam hij de contante betaling in ontvangst en gaf eventueel wisselgeld terug. De betaling werd genoteerd in een boekje en het ontvangen abonnementsgeld werd opgeborgen in een geldtas die om zijn nek en schouder hing.
De zelfstandige bezorger kon ook de leesportefeuille verspreiden en kon het werk eventueel ook combineren met andere activiteiten.
In de loop der jaren werd het bezorgen van de tijdschriften steeds meer overgenomen door een postbedrijf en gingen de betalingen voortaan per giro of bank en komt het beroep niet vaak meer voor.